# ایوانو-کازانکا
ایوانو-کازانکا (انگلیسی: Ivano-Kazanka) یک شهرک در شهرستان ایگلینسکی استان باشقیرستان کشور روسیه است.